# Flora und Vegetation der Arktis
Die Flora und Vegetation der Arktis zeichnet sich durch extreme Lebensbedingungen und hoch angepasste Pflanzenarten aus. Nur 5 % der Landfläche der Arktis sind aufgrund der klimatischen Bedingungen für Pflanzenwachstum geeignet, dort finden sich in den häufigen Vegetationszonen Tundra und Waldtundra rund 5900 Pflanzenarten.

Die Arktis. Die rote Linie markiert die 10 °C Isotherme im Juli

## Geographie
Die terrestrische Fläche der Arktis erstreckt sich über etwa 7,1 Millionen Quadratkilometer in Nordamerika (einschließlich Grönland), Nordeuropa und Nordasien und macht etwa 4,8 Prozent der Landfläche der Erde aus.
Die Arktis ist allgemein definiert als die Region nördlich der Baumgrenze. Sie grenzt im Norden an die boreale Nadelwaldregion. Eine gängige Methode zur Bestimmung dieser Grenze in der Arktis beruht auf der Mindesttemperatur von 10 °C im wärmsten Monat, der in dieser Region der Juli ist. Aus diesem Grund wird die 10°-Isotherme für den Juli oft als Grenze der Arktis verwendet.

## Klima der Arktis
Die Bedingungen in der Arktis werden nach Norden hin immer strenger, 95 % der Arktis sind ganzjährig von Eis bedeckt oder bilden vegetationsfreie Ödland- und Kältewüstengebiete, deren Böden von Permafrost geprägt sind. Sie sind damit für das Wachstum von Pflanzen ungeeignet.
Nur im äußersten Süden taut während der kurzen Sommermonate die Oberfläche der Böden und der größte Teil des Meereises schmilzt.  Es gibt frost- und schneefreie Perioden von ein bis drei Monaten Dauer, Höchsttemperaturen liegen im Sommer zwischen 10 und 12 °C und im Winter von 2 °C. Der jährliche Niederschlag in der gemäßigten Zone beträgt etwa 400 mm.

## Vegetation
Nur im gemäßigten Süden der Arktis ist Pflanzenwachstum möglich, dieses Areal umfasst rund 5 % der Gesamtfläche der Arktis. Die charakteristische Vegetation in den  bewachsenen Gebieten ist die Tundra, eine baumlose Kältesteppe, die an ihrer Südgrenze in Waldtundra übergeht, die durch zunehmenden Baumwuchs charakterisiert ist.

## Flora

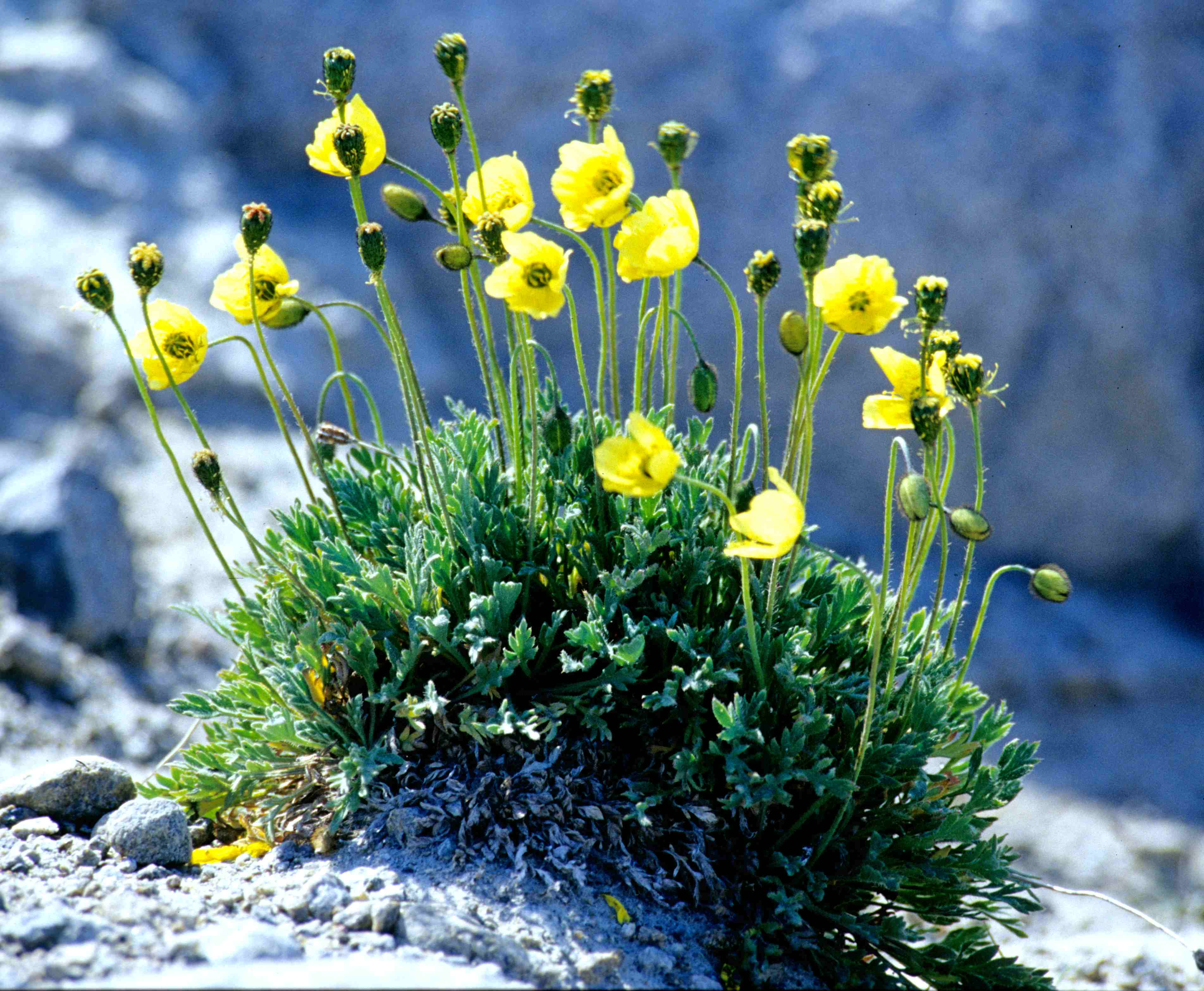
Arktischer Mohn (Blüten, nickende Knospen, unreife Fruchtkapseln)

Die arktische Flora beheimatet insgesamt 5900 Pflanzenarten, darunter mehr als 2200 Gefäßpflanzen. Dazu gehören Kräuter wie Arktischer Mohn, Alpensäuerling, Stängelloses Leimkraut, mehrere Silberwurzen und mehrere Hornkräuter, aber auch Sträucher wie die Polar-Weide. Daneben finden sich zahlreiche Moose sowie Pilze und Flechten, z. B. die Echte Rentierflechte.
Sie sind hochangepasst an ihre harsche Umweltbedingungen durch geringe Wuchshöhe, lange Lebensdauer, asexuelle Reproduktion und hohe Polyploidie.